# Ozola solitaria
Ozola solitaria är en fjärilsart som beskrevs av Walker 1869. Ozola solitaria ingår i släktet Ozola och familjen mätare. Inga underarter finns listade i Catalogue of Life.